# Stanisław z Pawłowic
Stanisław II z Pawłowic herbu Pierzchała (ur. ok. 1390, zm. 24 kwietnia 1439 w Toruniu) – polski duchowny katolicki, biskup płocki.
Studiował w Krakowie. Był proboszczem w Pawłowicach, kanonikiem płockim (od 1416) i poznańskim (od 1417), archidiakonem kapituły płockiej, kanclerzem księcia Siemowita IV. 24 czerwca 1425 na polecenie księcia został wybrany przez kapitułę na biskupa płockiego, pomimo sprzeciwu synów książęcych – Siemowita, Władysława i Kazimierza. W wyniku tego doszło do podwójnej elekcji, część kapituły wybrała początkowo kanonika płockiego Krystyna Nieborowskiego. Stanisław z Pawłowic został potwierdzony na urzędzie biskupa płockiego przez Rzym i konsekrowany przez Wojciecha Jastrzębca (arcybiskupa gnieźnieńskiego). 31 grudnia 1435 roku podpisał akt pokoju w Brześciu Kujawskim. 
Synowie księcia Siemowita IV po dojściu do władzy oskarżyli Stanisława II o złe zamiary i potwarz papieża Marcina V. Rozpoczął się proces apostolski nad biskupem płockim w Krakowie, prowadzony przez Stanisława ze Skalbmierza. Biskup uzyskał w Rzymie uniewinnienie. W drodze powrotnej z Rzymu Aleksander (biskup Trydentu), brat książąt mazowieckich, osadził biskupa Stanisława w więzieniu, z którego ten uciekł. Mimo podejmowanych licznych prób nie doszło do zgody między Stanisławem II a synami Siemowita IV. Na skutek licznych dochodzeń biskup roztrwonił majątek zarówno osobisty, jak i kościelny. Ostatni okres życia spędził w przytułku w klasztorze dominikanów toruńskich, gdzie zmarł. Pochowany został w klasztornym kościele pw. św. Mikołaja na Nowym Mieście w Toruniu.